# Abercorn Football Club
El Abercorn Football Club fue un club de fútbol de Escocia, con sede en Paisley. Fue fundado en 1877 y desapareció en 1920.

## Historia
El Abercorn Football Club fue fundado el 10 de noviembre de 1877 unos meses más tarde que su rival local de Paisley, el Saint Mirren FC. 200 personas participaron en la fundación del club.
No está claro el origen del nombre del club. Abercorn es un nombre muy ligado a la ciudad de Paisley, pero propiamente dicho no es el nombre de ningún barrio de la ciudad. Existe una Abercorn Street y hubo una estación de tren Paisley-Abercorn. Muchos negocios y clubes de la ciudad llevan ese nombre. Abercorn procede de los Duques Abercorn, una familia nobiliaria escocesa, que eran terratenientes de Paisley. El octavo conde Abercorn, llamado James Hamilton, fue, en el siglo XVIII, el que impulsó la expansión de la ciudad de Paisley hacia el este, al otro lado del río Cart, hacia su parte nueva, donde se encuentran la calle de su nombre y donde se formó probablemente el club. El nombre Abercorn proviene de una pequeña localidad de la región de West Lothian, de donde había obtenido esta familia tierras y el título de Condes de Abercorn en el siglo XVI.
En 1887 alcanzaron por primera vez en su historia una semifinal de la Copa de Escocia, perdiendo por 10-1 frente a Cambuslang FC, resultado que sigue siendo el más abultado alcanzado en la historia de las semifinales de la Copa escocesa. En sus dos siguientes temporadas volvieron a quedarse en la antesala de la final de Copa.
En la temporada 1890-91 se convierten en uno de los 10 equipos fundadores de la Liga escocesa de fútbol. Terminan séptimos de la tabla (de 10), justo por delante de sus rivales locales del St.Mirren, que acabaron octavos. La temporada siguiente quedan novenos (de 12), también un puesto por delante de sus rivales locales. En la temporada 1892-93, sin embargo, son novenos (de 10 equipos). Dado que cara a la temporada 1893-94 estaba planteada la creación de una Segunda División de Escocia con 10 equipos, los clubes de la Liga votan que los dos últimos clasificados de la categoría (Abercorn y Clyde FC) sean reubicados en la segunda, dejando paso en Primera al Dundee FC y al St.Bernard's FC de Edimburgo.
Es así como comienza el peregrinaje del Abercorn FC en Segunda división. En 1896 quedan campeones de la Segunda División y los clubes de Primera aprueban su ascenso a la categoría, en decrimento del Dumbarton FC, farolillo de la categoría reina. Sin embargo, el regreso del Abercorn FC a Primera en 1896-97 es penoso, ya que solo consiguen ganar un partido y empatar otro en toda la temporada. Por ello, los restantes clubes votan al finalizar la temporada su descenso a Segunda división.
En 1909 el Abercorn FC se proclamaría por segunda vez en su historia campeón de la Segunda división, pero en esta ocasión los equipos de Primera división no admitieron su ascenso. Entre 1897 y 1915 el Abercorn FC permanecería en Segunda división, mientras que el St.Mirren se mantuvo en Primera división. Ello hizo, que entre dos equipos que habían nacido bastante parejos, se estableciera una importante sima, quedando el St.Mirren como el claro equipo de referencia en Paisley mientras que el Abercorn, a duras penas mantenía su estatus de segundo equipo de la ciudad, algo difícil, ya que Paisley no dejaba de ser una localidad modesta no comparable a Glasgow o Edimburgo y por tanto era difícil que mantuviera dos equipos profesionales.
El último logro importante del club fue ganar la Scottish Qualifying Cup en la temporada 1912/13. Durante esa competición, logró la mayor asistencia de la historia del club, al atraer a 7000 espectadores a la semifinal frente al Nithsdale Wanderers.
En 1915 la Segunda división escocesa dejó de disputarse debido a la Primera Guerra Mundial, mientras que la Primera División siguió jugándose. Así mientras el St.Mirren jugaba con los mejores equipos escoceses, el Abercorn FC se vio obligado a jugar durante los años siguientes (1915-20) en una competición regional de todavía menor nivel que la Segunda División; la Western Football League. 
En 1920 finalizó el contrato de alquiler del campo de New Ralston y el Abercorn FC se quedó sin un campo donde jugar sus partidos como local. No está claro porque el club se vio incapacitado de encontrar un nuevo terreno de juego, posiblemente el desinterés de los aficionados ante las competiciones que jugaba, la competencia con el St.Mirren y problemas financieros derivados de la situación de posguerra, le impidieron encontrar un terreno de juego adecuado. Al no contar con cancha abandonó también la Western League. Esa temporada 1920-21 llegó a jugar un partido de la Copa de Escocia en casa del Vale of Leven, siendo este el último partido de la historia del Abercorn. 2.000 espectadores vieron como el Vale of Leven derrotaba por 8-2 al Abercorn FC.
A pesar de permanecer fuera de las competiciones desde 1920, la fecha oficial de desaparición del club fue el 29 de marzo de 1922 cuando la Scottish Football Association les expulsó de su seno por no haber logrado obtener ningún campo de juego.

## Uniforme
Los colores del club eran blanco y azul. El uniforme fue variando con el tiempo:
- Camiseta a rayas blanquiazules (1877-80)
- Camiseta azul y pantalón blanco (1880-82)
- Camiseta blanca y pantalón azul (1882-10)
- Camiseta con horizontales azules y blancas (1910-11)
- Camiseta a rayas blanquiazules (1911-20)

## Estadio
El Abercorn tuvo a lo largo de su historia los siguientes campos de juego.
- East Park (1877-79)
- Blackstoun Park (1879-89)
- Underwood Park (1889-99): este fue el campo donde jugaba el Abercorn cuando participó en la fundación de la Liga escocesa de fútbol en 1890 y jugó todas sus temporadas en Primera división. Fue escenario de un partido internacional Escocia-Gales en 1890.
- Ralston Park (1899-08)
- New Ralston Park (1908-20): el récord de asistencia en este campo llegó a ser de 7.000 espectadores en la temporada 1912/13. Cuando en 1920 finalizó el alquiler de New Ralston, el Abercorn FC se quedó sin cancha de juego y eso precipitó el final del club.

## Palmarés

### Torneos nacionales
- Segunda División de Escocia (2): 1895-96, 1908-09

- Datos: Q2488516